# ويليام كالفين تشيس
ويليام كالفين تشيس (بالإنجليزية: William Calvin Chase)‏ هو محامي أمريكي، ولد في 2 فبراير 1854، وتوفي في 3 يناير 1921 في واشنطن العاصمة في الولايات المتحدة.